# پل دختر (میانه)
پل دختر (قیز کورپوسو) در ابتدای راه میانه به زنجان و بر روی رودخانه قزل اوزن در دل رشته کوه قافلانکوه واقع شده‌است و زمانی که هنوز این پل منهدم نشده بود تحت شمارهٔ ۸۷ در آثار ملی ایران ثبت شده. این پل تاریخی یکی از شاهکارهای معماری و مهندسی عهد قدیم است در این پل تاریخی یک دهنهٔ بزرگ توانسته‌است تمام فشارهای تنشی، برشی و کمانشی را خنثی کند. از تاریخ ساختمان پل اطلاعات درستی در دسترس نیست. عده‌ای از باستان‌شناسان تاریخ پایه‌های آن را به عهد شاهنشاهی ساسانی نسبت می‌دهند ولی با توجه به شیوه معماری تاریخ ساخت آن را به سده هشتم هجری برآورد کرده‌اند. ژان دیولافوا نقاش و جهانگرد فرانسوی که در دورهٔ قاجاریه از این پل بازدید کرده‌است از معماری و استحکام این پل تمجید کرده‌است و شیوهٔ معماریِ این پل را برابر با سده دوازدهم میلادی (سده ششم هجری قمری) دانسته‌است. این اثر در تاریخ ۱۵ دی ۱۳۱۰ با شمارهٔ ثبت ۸۷ به‌عنوان یکی از آثار ملی ایران به ثبت رسیده‌است.

## ساختار
این پل دارای سه چشمه بزرگی است که چشمه وسطی هم بلندتر و هم عریض‌تر است و به این علت از وسط پل به طرفین دارای شیبی است. آب برهای طرفین چشمه بزرگ از سنگ و به صورت مثلثی است. دهلیزها و کنودهایی در اطراف چشمه بزرگ به چشم می‌خورد که به وسیلهٔ دو نیم ستون چند ضلعی به استقامت پل می‌افزاید. بر روی پایه وسطی پل کتیبه آجری به خط نسخ به چشم می‌خورد که قسمتی از آن محو شده و از بین رفته و در سمت چپ کتیبه‌ای دیگر است که تاریخ ۹۳۳ هجری را نشان می‌دهد که آخرین تاریخ مرمت آن را نشان می‌دهد که بتوسط شاه بیگم بنت محمدبیگ موصللو انجام گرفته‌است.

## نگاره‌های بنا در میانه‌های سده نوزدهم
در بازدیدهایی که جهانگردان و مستشرقان اروپایی از جمله اوژن فلاندن و جیمز موریه از این منطقه داشته‌اند، نگاره‌هایی را از این پل بر جای گذاشته‌اند که وضعیت پل را در سده نوزدهم میلادی و پیش از ویرانی آن نشان می‌دهد.

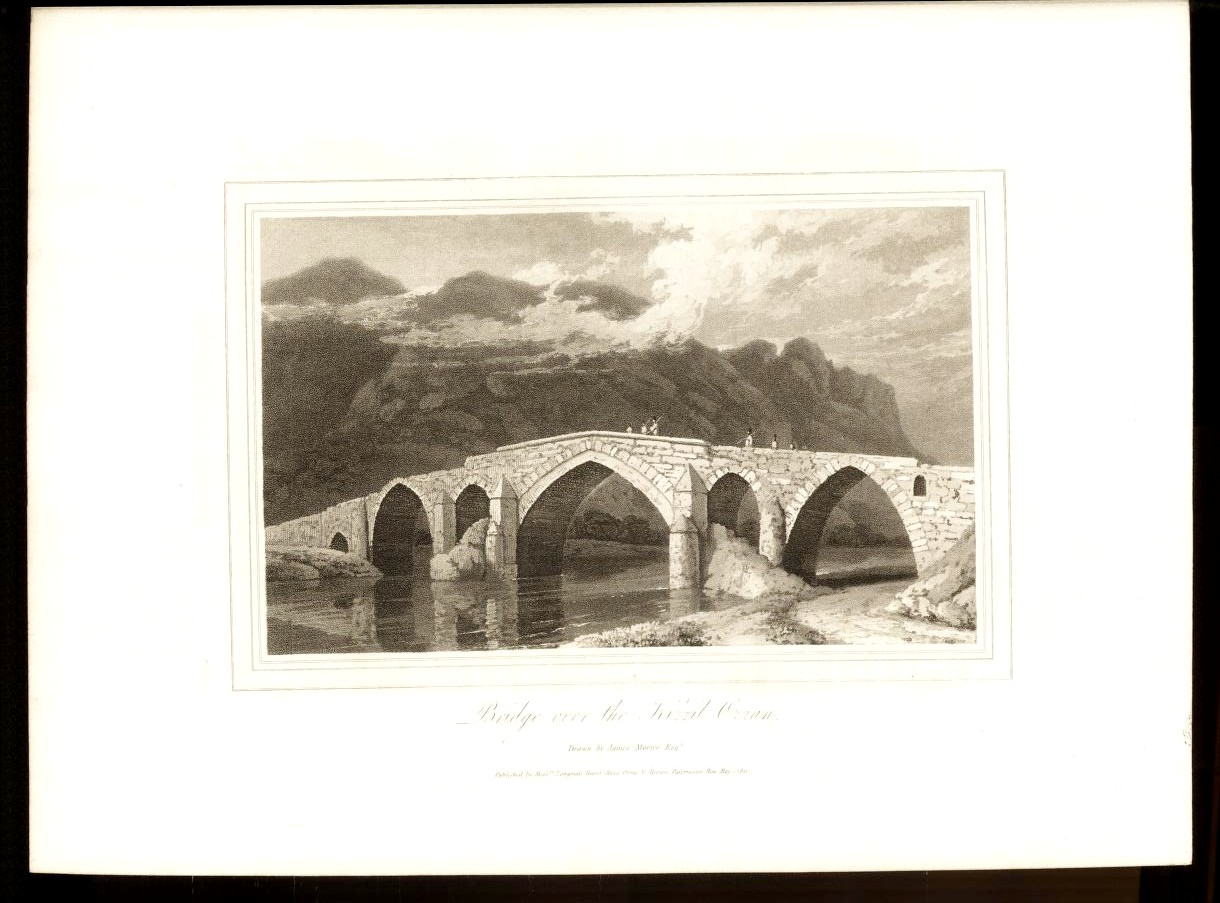
پل دختر میانه در سال ۱۸۱۲ اثر جیمز موریه
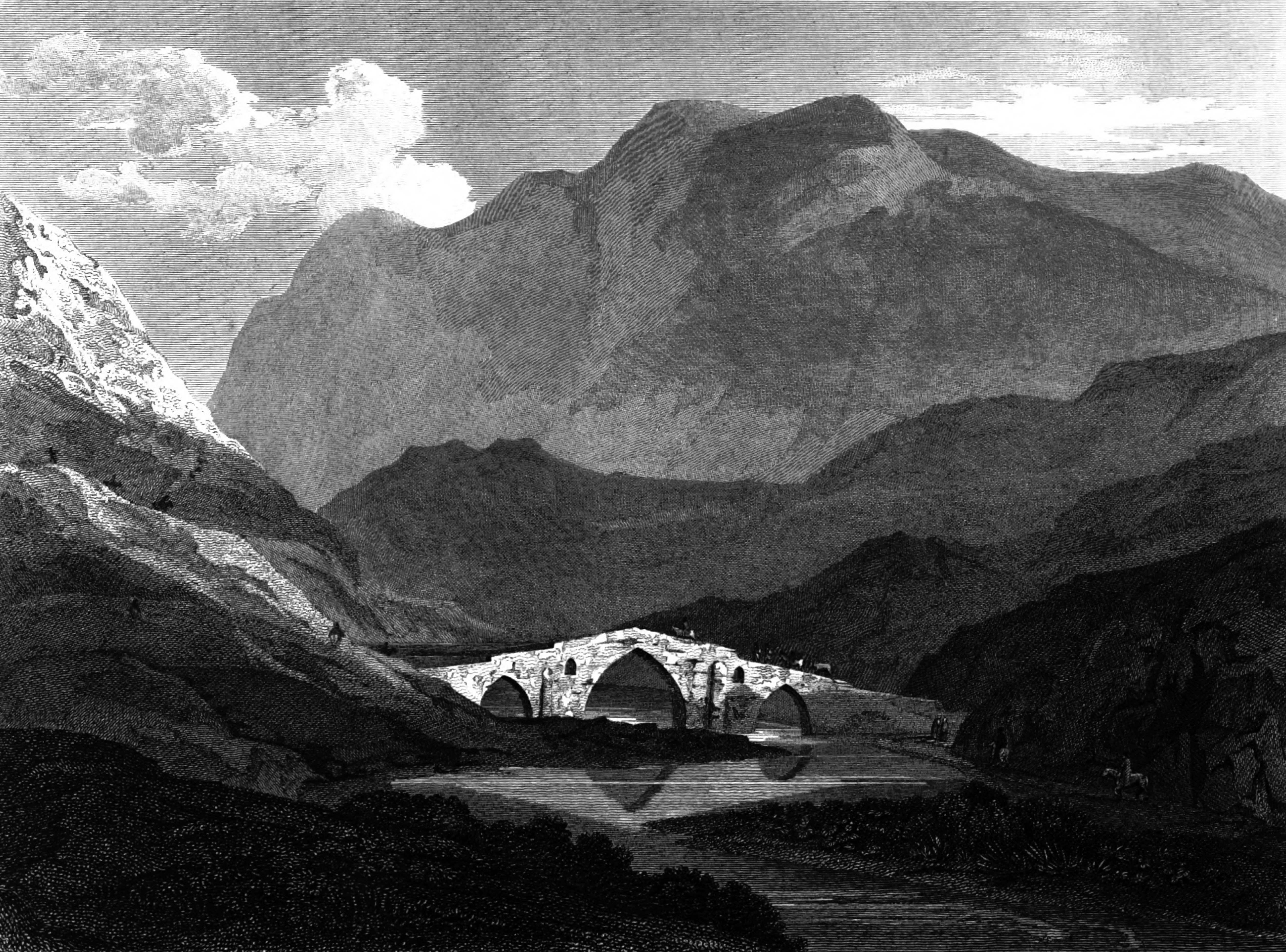
پل دختر میانه در سال ۱۸۱۵ اثر چارلز هیث
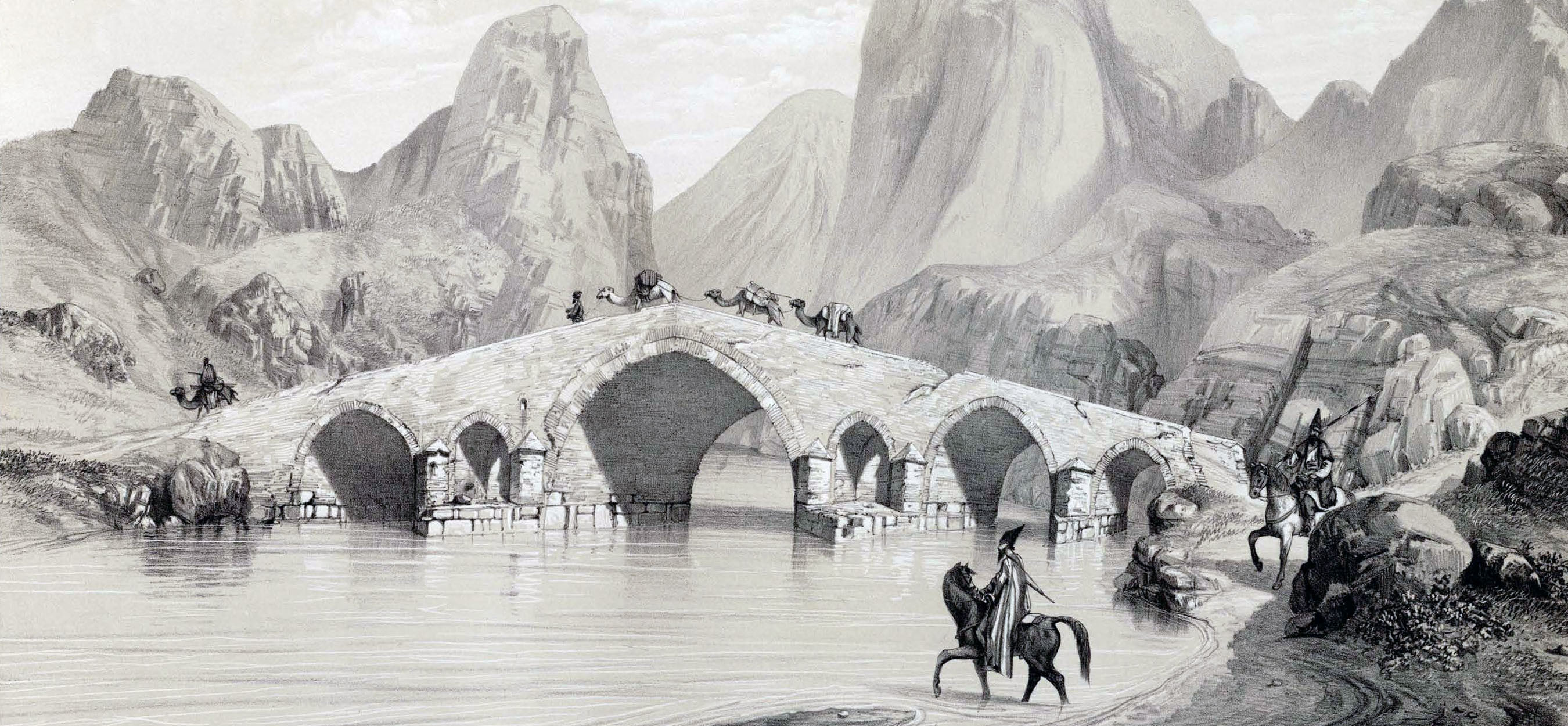
پل دختر میانه در سال ۱۸۴۰ اثر اوژن فلاندن

## انفجار طاق پل
در روز ۲۵ آذر ۱۳۲۵ به هنگام عقب‌نشینی قوای فرقه دموکرات از برابر نیروهای دولتی برای جلوگیری از پیشرفت ارتش ایران طاق چشمه وسط را با دینامیت منفجر کردند

## سالهای مرمت
پل دختر در چهار دوره مرمت و بازسازی شده‌است؛ در سال ۹۳۳ هجری توسط شاه بیگم بنت محمد بیگ موصللو، در دوران قاجار توسط آغامحمدخان قاجار، در سال ۱۳۱۳ هجری که طاق آن شکسته و تخریب شده بود توسط اداره کل باستانشناسی با کمک اداره فرهنگ میانه و اداره راه مرمت گردید. مرمت پایه‌های پل که به هنگام انفجار با دینامیت در ۲۵ آذر ۱۳۲۵ به شدت آسیب دیده و شکافهای طولی و عرضی فراوانی در آن ایجاد شده بود در سال ۱۳۷۶ آغاز و در آبانماه سال ۱۳۷۷ به اتمام رسید.

## نامگذاری
عده‌ای عقید ه بر این دارند که چون سازنده آن دختری از شاهزادگان بوده به آن علت اسم دختر بر آن نهاده شده‌است که هر کدام بحث و داستان شیرین بخود دارد؛ ولی عقیده متفق‌القول باستان شناسان بر این است که ایزدبانوی ناهید، خدای آب و باران و فراوانی یکی از فرشتگان آئین زرتشت بوده و بخاطر آنکه این پل‌ها که اهمیت ویژه‌ای در زندگی و اقتصاد مردم داشته و از سیل آبها و خطرات جوی و طبیعی در امان باشد اسم دختر را برای آن می‌نهادند که این فرشته از آن‌ها نگهداری و پاسداری نماید.

## نگارخانه

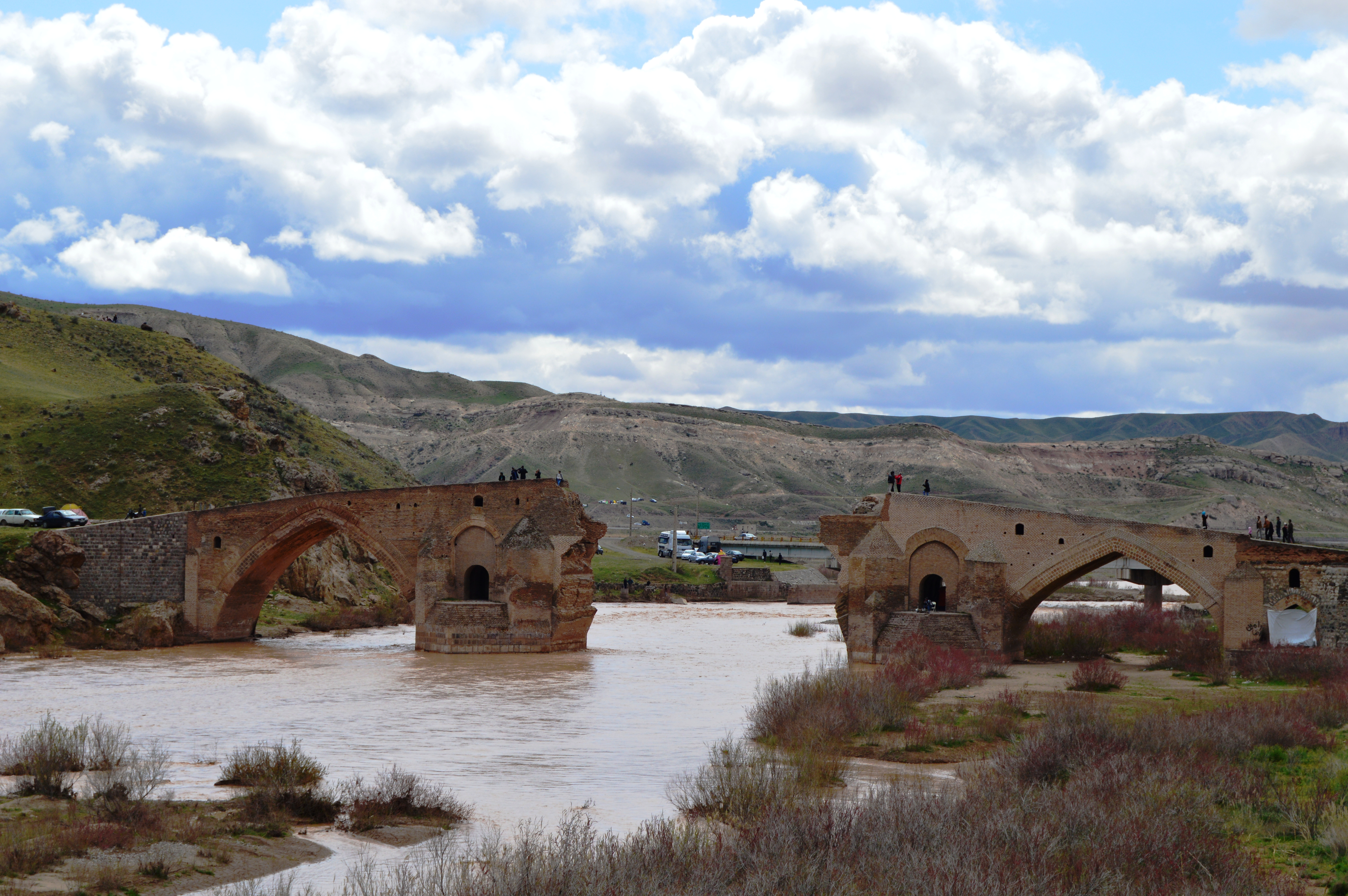
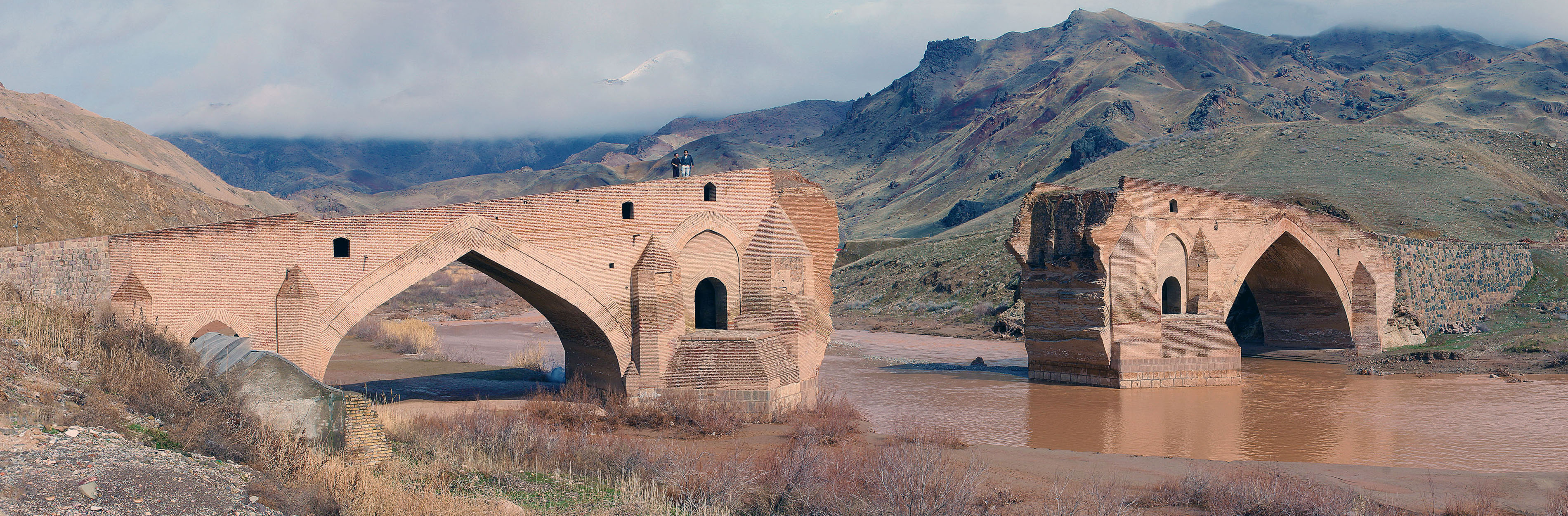
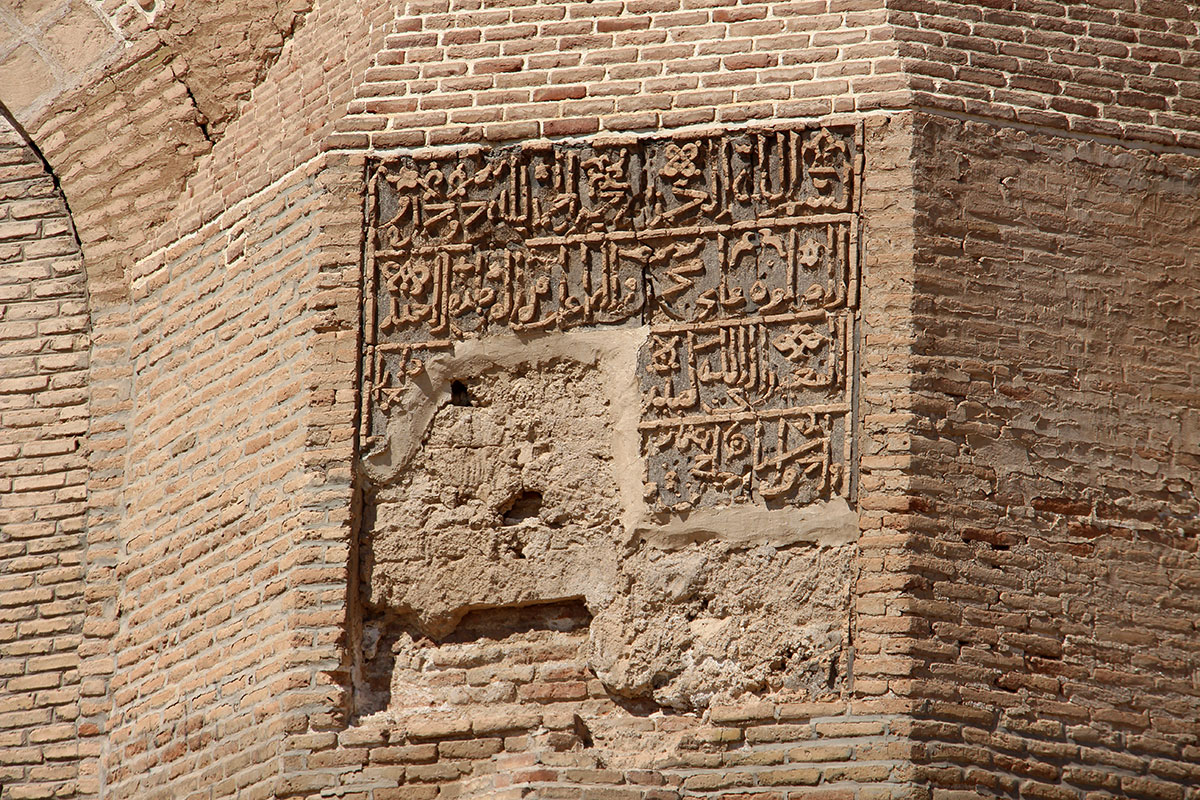
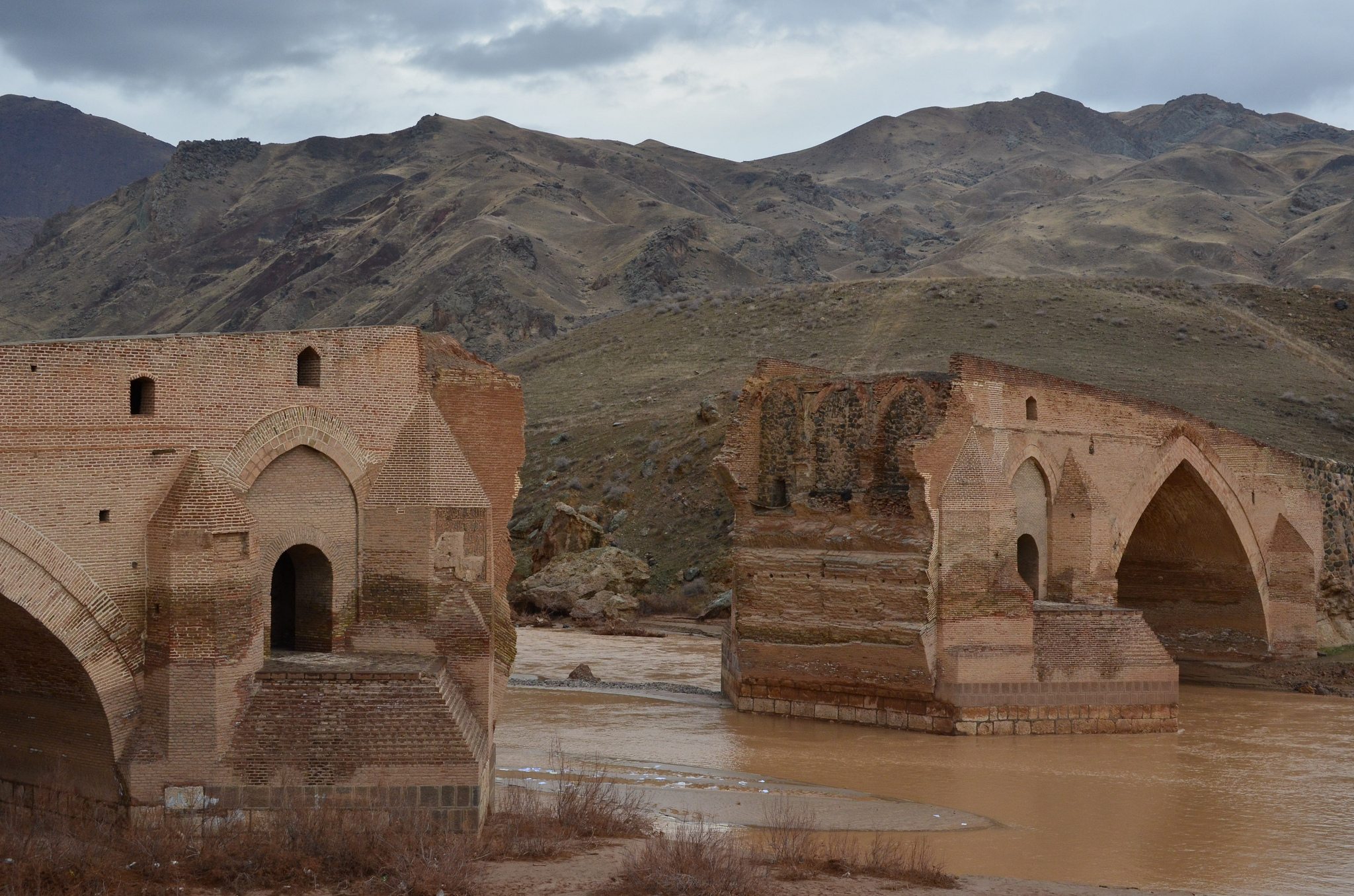
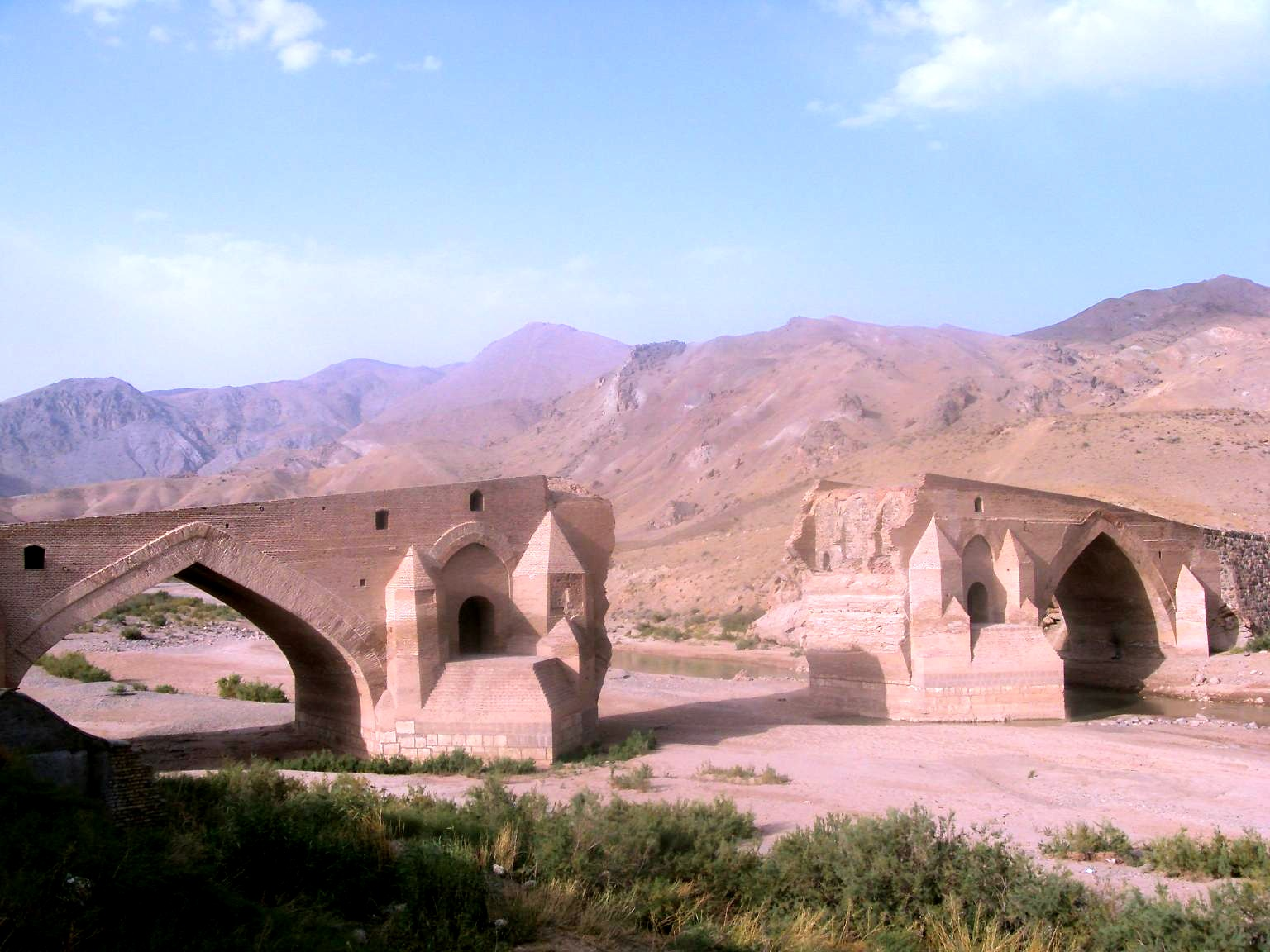
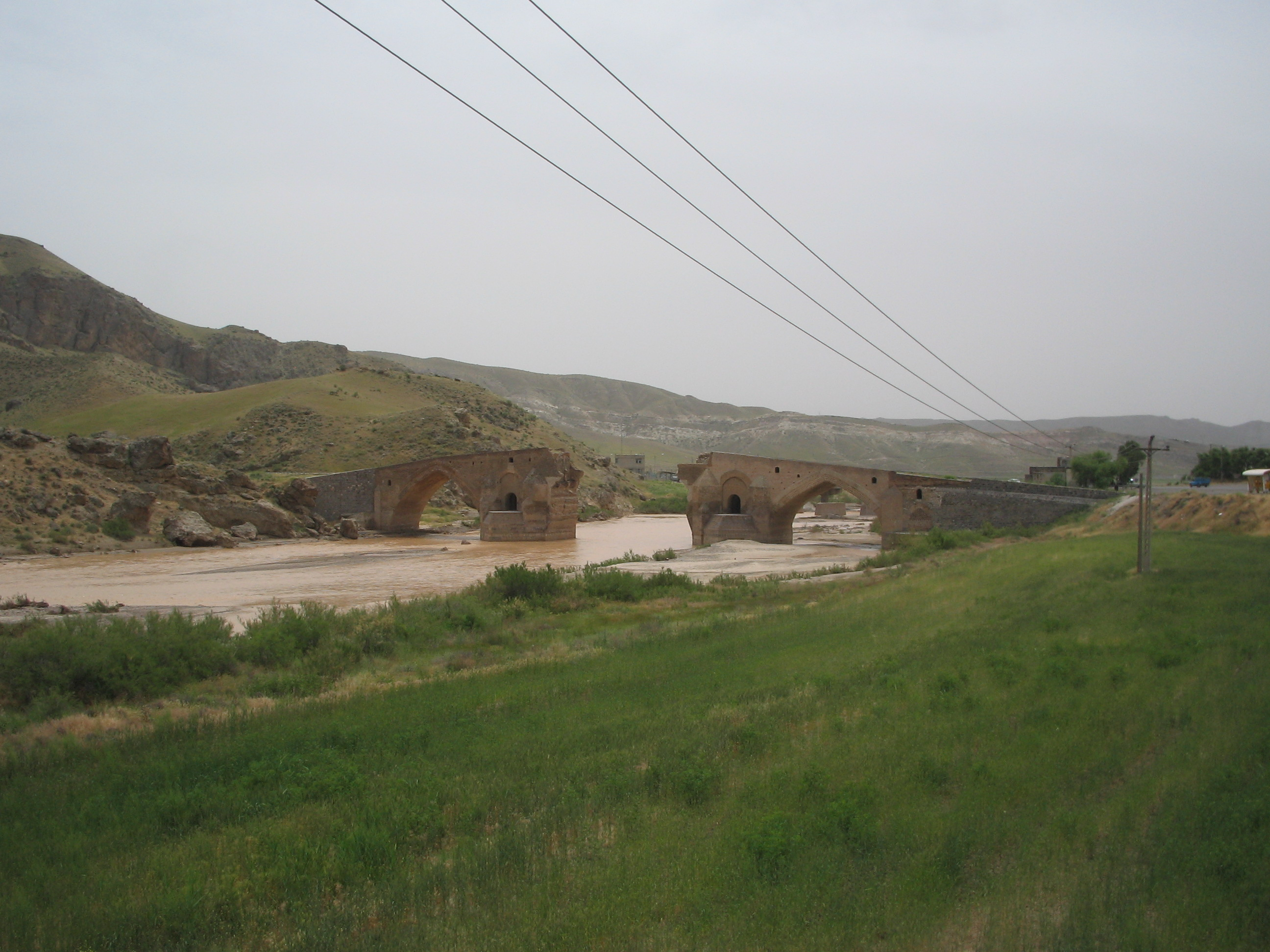
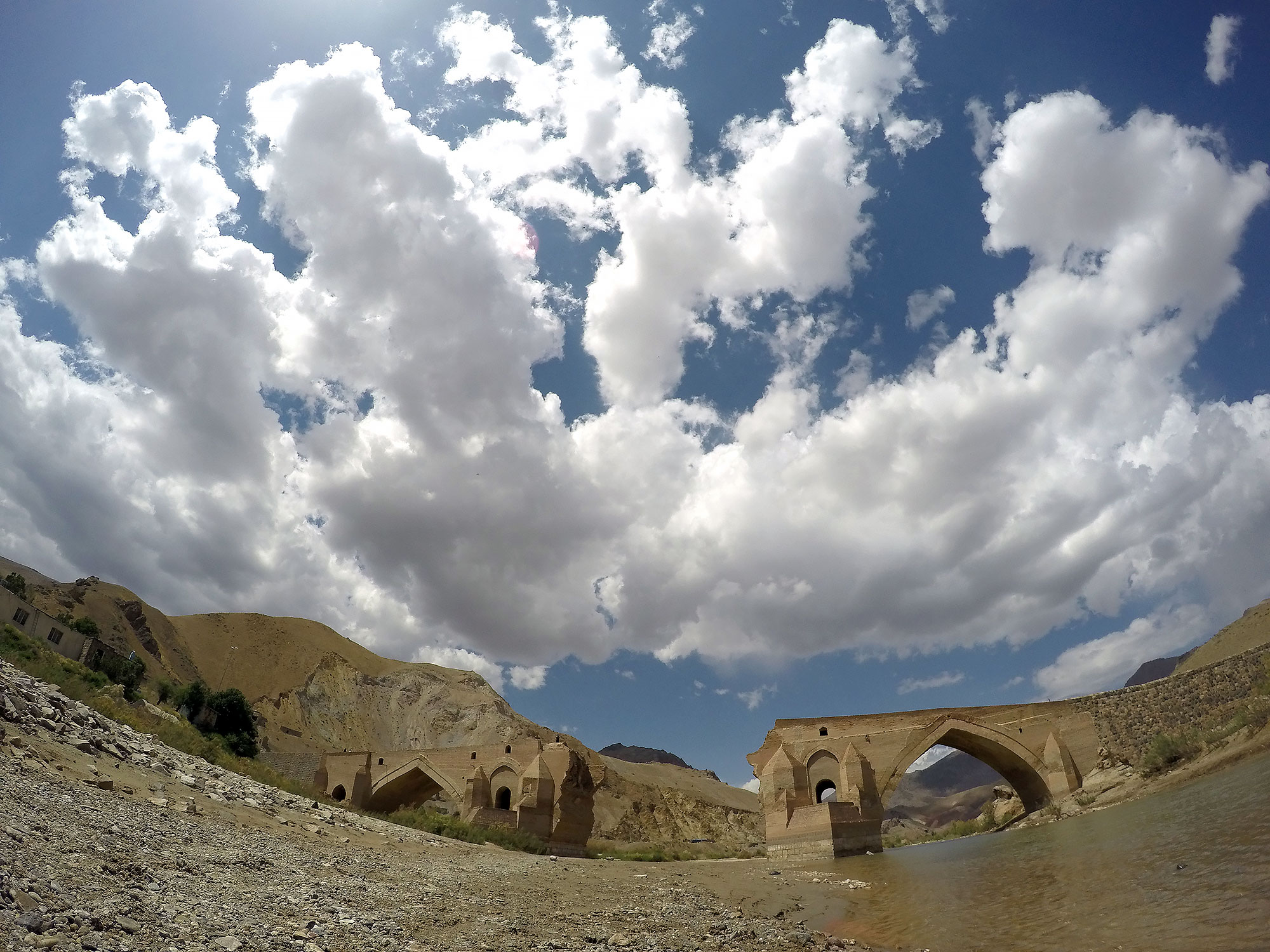
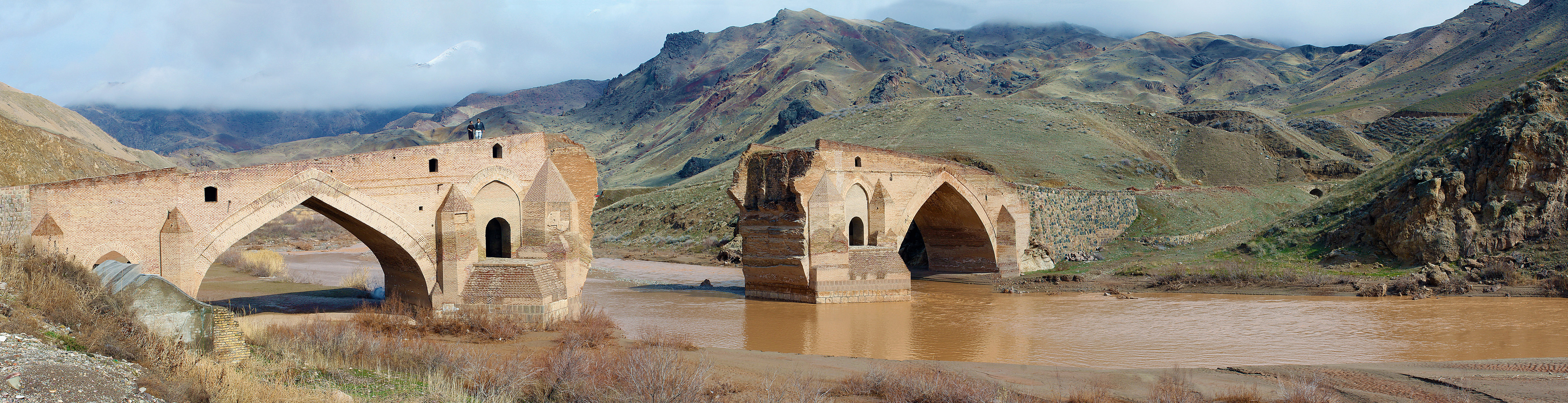